# Кам'янка сомалійська
Кам'янка сомалійська (Oenanthe phillipsi) — вид горобцеподібних птахів родини мухоловкових (Muscicapidae). Мешкає в Ефіопії і Сомалі.

## Поширення і екологія
Сомалійські кам'янки мешкають на Сомалійському півострові. Вони живуть на скелястих схилах, місцями порослих чагарниками і деревами, в пустелях і напівпустелях, на сухих луках. Живляться комахами.